# Taipei chinois aux Jeux olympiques d'hiver de 1984
L'équipe olympique du Taipei chinois (Taïwan ) a participé aux Jeux olympiques d'hiver de 1984 à Sarajevo en Yougoslavie. Elle prit part aux Jeux olympiques d'hiver pour la troisième fois de son histoire et son équipe formée de douze athlètes ne remporta pas de médaille.